# Olly Schwarz
Olly Schwarz (geboren 10. März 1877 als Olga Frankl in Prag, Österreich-Ungarn; gestorben 1960 in Chicago) war eine österreichische Frauenrechtlerin, Pädagogin und Schulgründerin.

## Leben und Wirken
Olga Frankl stammte aus einer jüdischen, assimilierten Familie, die 1897, während der durch die Sprachenverordnung des Grafen Badeni verursachten nationalistischen Unruhen, von Prag nach Wien übersiedelte.
Schwarz war die Schwester von Paul Frankl (Professor für Kunstgeschichte in Halle) und verheiratet mit dem Arzt Prof. Dr. Emil Schwarz. Ihr Interesse für die Emanzipation und andere öffentliche und soziale Fragen entstand unter dem Einfluss der Dramen Henrik Ibsens. In Wien kam sie in den Kreis des Volksbildners Ludo Hartmann, Gründer des „Universitäts-Dozenten-Vereins“, der die Bestrebungen um höhere Frauenbildung unterstützte und das „Athenäum – Abhaltung von Hochschulkursen für Frauen und Mädchen“ gründete, in dessen Arbeitsausschuss Olly Schwarz gewählt wurde. Außerdem gehörte sie, z. T. als Leiterin der Musikabteilung, dem Vorstand des „Neuer Wiener Frauenklub“ an, entwickelte aber bald die Idee, eine Handelsakademie für Mädchen zu gründen. Für den „Verein für höhere kommerzielle Frauenbildung“ gewann sie die Physikerin Olga Steindler (später mit Felix Ehrenhaft verheiratet) und als Ehrenpräsidenten den emeritierten Ministerpräsident Ernest von Körber.
Schwarz trat in den Vorstand der „Vereinigung der arbeitenden Frauen“ ein und absolvierte in Berlin einen vierwöchigen Kurs für Berufsberaterinnen, um die Beratungsstelle für Mädchen des Vereins ausbauen zu können. Ferner gewann Schwarz den Bund Österreichischer Frauenvereine (BÖFV) für ihren Plan, eine „Zentralstelle für weibliche Berufsberatung“ zu errichten. Im Mai 1914 nahm sie am Internationalen Kongress des Internationalen Frauenrates in Rom teil und wurde vom BÖF mit einem Vortrag über weibliche Berufstätigkeit in Österreich betraut.
Während des Krieges meldete sich Schwarz zum Dienst im Kriegsspital, musste diesen aber aus gesundheitlichen Gründen quittieren. Später trat sie dem „Kuratorium für Kriegerwitwen“ bei. Anlässlich der Einweihung eines eigenen Hauses für Kriegerwitwen erhielt Olly Schwarz für ihr soziales Wirken das Kriegskreuz II. Klasse und den neu geschaffenen Titel eines „Bundesstaatlichen Fürsorgerates“. Weiterhin trat Schwarz dem „Frauenbeirat der österreichischen Heeresverwaltung“ bei.
1916 gründete Schwarz die „Zentralstelle für weibliche Berufsberatung“. Sie hielt Vorträge an Schulen in Wien, Salzburg, Prag, Brünn und Troppau. 1917 organisierte sie eine erste „Tagung für die Berufsinteressen der Frauen“. Ebenfalls 1917 begann ihre Tätigkeit beim „Arbeitsnachweis der Stadt Wien,“, wo sie Kurse zur Praxis der Berufsberatung gab. Ab Herbst 1917, mit der Gründung eines „Ministeriums für soziale Verwaltung“, erhielt die Berufsberatung Auftrieb. Es wurde sogar eine eigene „Kommission für Frauenarbeit“ mit Unterausschüssen eingesetzt. Am 2. Dezember 1919 erging ein Erlass des Ministeriums an alle Bürgermeister von Städten mit eigenem Statut, „in welchem die Notwendigkeit zur Errichtung kommunaler Ämter für Berufsberatung angeregt wurde“.
Olly Schwarz widmete sich in dieser Zeit auch den Wahlen zum konstituierenden Nationalrat, an denen erstmals Frauen teilnehmen durften.
Nachdem am 12. Juli 1921 die Beratungsstelle von der Gemeinde Wien übernommen worden war, trat Schwarz am 2. April 1922 den Dienst als Gemeindebeamtin an. Nach Aufkommen des Austro-Faschismus musste die Beratung an das Landesarbeitsamt für Wien angegliedert werden. Schwarz wurde in Ehren in Pension geschickt und gab ein berufskundliches Lesebuch für schulentlassene Mädchen heraus.

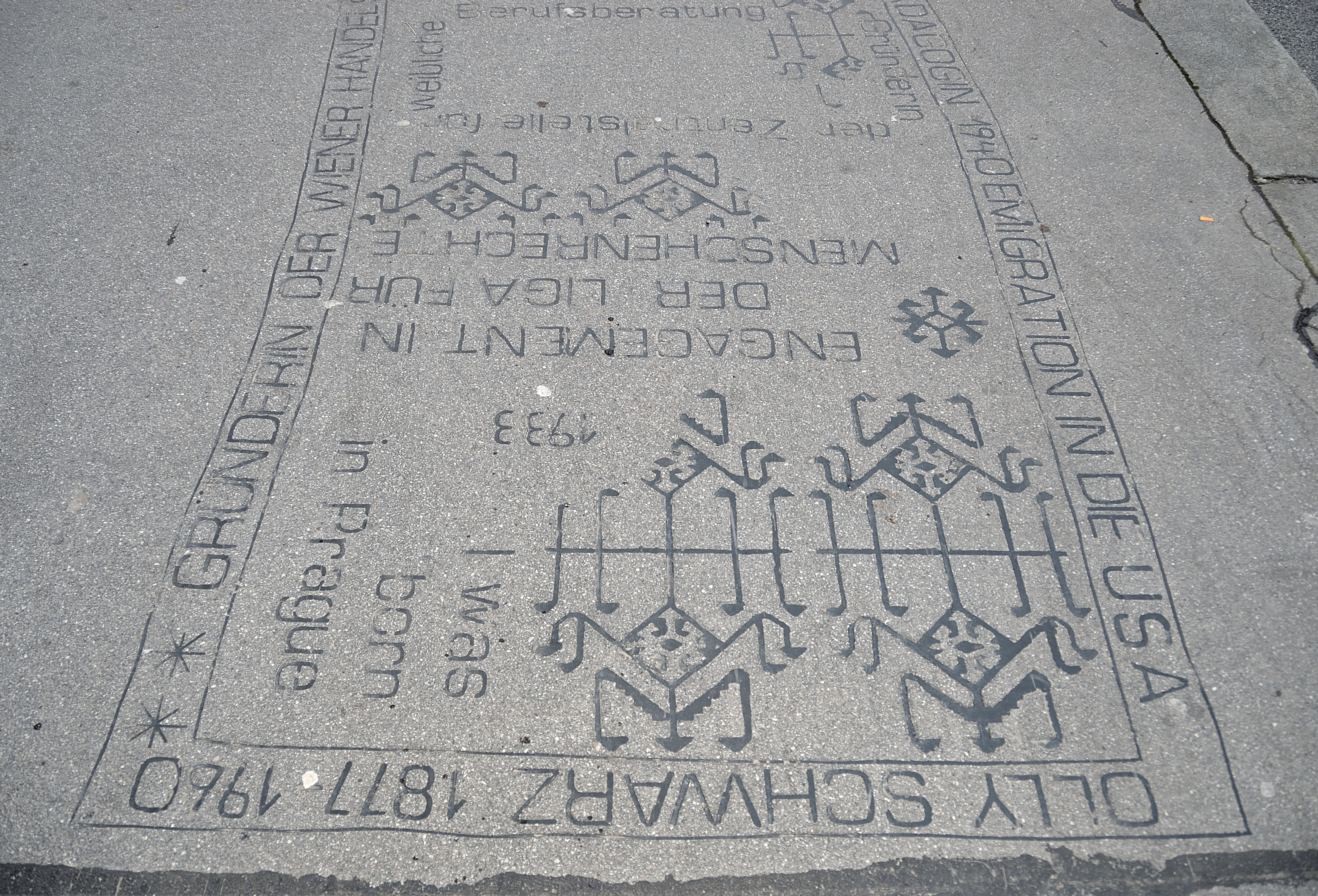
An Olly Schwarz erinnernder Gehsteig-„Teppich“ von Iris Andraschek in Wien

Als 1933 nach Hitlers Machtübernahme ein Flüchtlingsstrom Österreich erreichte, arbeitete Schwarz in der Flüchtlingsfürsorge für die „Liga für Menschenrechte“, emigrierte jedoch 1939 in die USA, wo sie u. a. Mitglied der Frauenkommission der YMCA sowie Vorstandsmitglied des neuen Wiener Frauenclubs und der Vereinigung der arbeitenden Frauen wurde. 1960 starb sie in Chicago.
2011 gestaltete die Künstlerin Iris Andraschek im Wiener Bezirk Neubau die Arbeit Tell these people who I am. Sie besteht aus drei in Gehsteige gefräste „Teppiche“ mit Informationen über die Persönlichkeiten Olly Schwarz, Gisela von Camesina de San Vittore und Vally Wieselthier.

## Veröffentlichungen
- Zahlreiche Artikel in:
  - Mitteilungen der Vereinigung der arbeitenden Frauen
  - Der Bund
  - Neues Frauenleben
  - Zeitschrift für Frauenstimmrecht
  - Die Frau
  - Die Unzufriedene
  - Rohö-Frauenblatt
  - Die Österreicherin
- Berufskunde. Gewerbliche Frauenberufe. Verf. v. Olly Schwarz u. Helene Corradini. Kammer f. Arbeiter u. Angestellte, wien 1930. Aus: Berufskundl. Archiv 1930. (Signatur der ÖNB: 589630-C)
- Lebens-Erinnerungen von Olly Schwarz, Manuskript aus dem Bestand des Instituts für Geschichte der Juden, St. Pölten: Erinnerungen österreichischer Juden. Die Lebenserinnerungen. Als Zusammenfassung von Helga Hofmann-Weinberger im Ariadne-Projekt
- Wir stehen im Leben! Berufskundl. Erzählungen f. junge Mädchen. Steyrermühl-Verlag, Leipzig, Wien, Berlin 1934 (Tagblatt-Bibliothek. 1034/35.) (Signatur der ÖNB: 544404-B.1034/35)
- Lebens-Erinnerungen / von Olly Schwarz . Chicago, Ill. , 1959. Maschinengeschriebenes Typoskript, vervielfältigt Standort: 1495832-C
- Olly Schwarz: Lebens-Erinnerungen. Manuskript, 1943, 1958–1959. Auszug in: Albert Lichtblau (Hrsg.): Als hätten wir dazugehört. Wien : Böhlau, 1999, S. 353–369